# Mueller River
Mueller River är ett vattendrag i Australien. Det ligger i delstaten Victoria, omkring 380 kilometer öster om delstatshuvudstaden Melbourne.
Genomsnittlig årsnederbörd är 1 253 millimeter. Den regnigaste månaden är juni, med i genomsnitt 246 mm nederbörd, och den torraste är juli, med 62 mm nederbörd.